# Luke Hobson
Luke Hobson (Reno, 25 giugno 2003) è un nuotatore statunitense.

## Carriera
Ai mondiali di Doha del 2024 ha vinto la medaglia di bronzo nei 200m stile libero, terminando la gara dietro a Hwang Sun-woo e Danas Rapšys. Nell'estate dello stesso anno prende parte alle Olimpiadi di Parigi, dove si aggiudica la medaglia di bronzo nei 200 metri stile libero e quella d'argento nella staffetta 4x200 metri stile libero.
Chiude il 2024 partecipando ai mondiali in vasca corta di Budapest, dove dapprima vince la medaglia d'oro nella staffetta 4x100 m stile libero con il crono di 3'01"66 (nuovo record del mondo) per poi ripetersi anche nella 4x200 stile libero: in tale occasione sigla altri due record del mondo, sia individuale (1'38"91 nella frazione di apertura) sia di staffetta (6'40"51). Il 15 dicembre vince la medaglia d'oro anche nei 200 metri stile libero abbassando il record del mondo realizzato pochi giorni prima a 1'38"61.
Ai mondiali di Singapore del 2025 sale sul secondo gradino del podio nei 200 metri stile libero.

## Palmarès
- Giochi olimpici

Parigi 2024: argento nella 4x200m sl, bronzo nei 200m sl.
- Mondiali

Fukuoka 2023: argento nella 4x200m sl.
Doha 2024: oro nella 4x100m misti, bronzo nei 200m sl, nella 4x100m sl, nella 4x200m sl e nella 4x100m sl mista.
Singapore 2025: argento nei 200m sl.
- Mondiali in vasca corta

Budapest 2024: oro nei 200m sl, nella 4x100m sl e nella 4x200m sl.